# Rogóziec
Rogóziec – wieś w Polsce położona w województwie mazowieckim, w powiecie siedleckim, w gminie Mordy. Ma status sołectwa.
W latach 1975–1998 miejscowość administracyjnie należała do województwa siedleckiego.
We wsi działa założona w 1956 roku jednostka ochotniczej straży pożarnej która posiada lekki samochód GLM Volkswagen Transporter.
Wierni Kościoła rzymskokatolickiego należą do parafii św. Michała Archanioła w Mordach.